# Campionato francese di tennis 1894
Il Campionato francese di tennis 1894 (conosciuto oggi come Open di Francia o Roland Garros) è stato la 4ª edizione del Campionato francese di tennis, riservato ai tennisti francesi o residenti in Francia. Si è svolto su campi in sabbia stesa su un letto di pietrisco del Societe des sports on the Île de Puteaux a Parigi in Francia.
Il singolare maschile è stato vinto da André Vacherot, che si è imposto sul connazionale Gérard Brosselin. Nel doppio maschile si sono imposti Gérard Brosselin e Lesage.

## Seniors

### Singolare maschile
André Vacherot ha battuto in finale  Gérard Brosselin con il punteggio di 1–6, 6–3, 6–3.

### Doppio maschile
Gérard Brosselin /  Lesage hanno battuto in finale  Heltay /  Robinson con il punteggio di 6–4, 2–6, 6–2.